# 阿特巴拉
阿特巴拉是非洲國家蘇丹東北部的城鎮，由尼羅省負責管轄，位於尼羅河和阿特巴拉河匯流處，距離首都喀土穆以北250公里，鎮內有機場設施，2007年人口111,399。

## 外部連結
- MSN Map - elevation = 356m

17°41′50″N 33°58′42″E / 17.69722°N 33.97833°E